# Campeonato Mundial de Atletismo de 2019 - 5000 m feminino

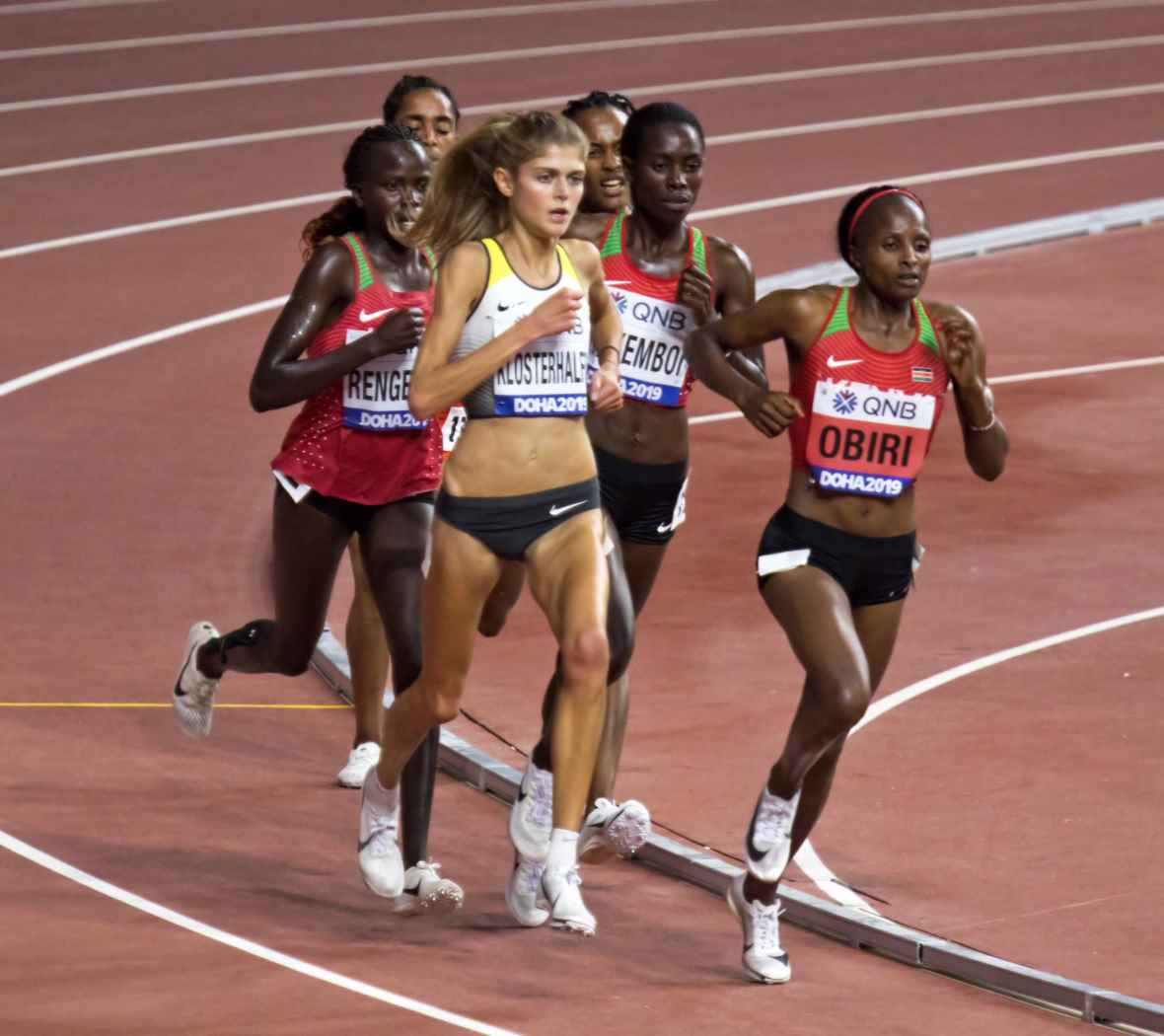
5000 metros feminino

A competição dos 5000 metros feminino no Campeonato Mundial de Atletismo de 2019 foi realizada no Estádio Internacional Khalifa, em Doha, no Catar, entre os dias 2 e 5 de outubro.

## Recordes
Antes da competição, os recordes eram os seguintes: 
| Recorde mundial                               | Tirunesh Dibaba (ETH)      | 14:11.15 | Oslo, Noruega               | 6 de junho de 2008      |
| Recorde do campeonato                         | Almaz Ayana (ETH)          | 14:26.83 | Pequim, China               | 30 de agosto de 2015    |
| Melhor marca do ano                           | Hellen Onsando Obiri (KEN) | 14:20.36 | Londres, Grã Bretanha       | 21 de julho de 2019     |
| Recorde africano                              | Tirunesh Dibaba (ETH)      | 14:11.15 | Oslo, Noruega               | 6 de junho de 2008      |
| Recorde asiático                              | Jiang Bo (CHN)             | 14:28.09 | Xangai, China               | 23 de outubro de 1997   |
| Recorde da América do Norte, Central e Caribe | Shelby Houlihan (USA)      | 14:34.45 | Heusden-Zolder, Bélgica     | 21 de julho de 2018     |
| Recorde sul-americano                         | Simone da Silva (BRA)      | 15:18.85 | São Paulo, Brasil           | 20 de maio de 2011      |
| Recorde europeu                               | Sifan Hassan (NED)         | 14:22.34 | Rabat, Marrocos             | 19 de julho de 2008     |
| Recorde da Oceania                            | Kim Smith (NZL)            | 14:39.89 | Nova Iorque, Estados Unidos | 27 de fevereiro de 2009 |

Os seguintes recordes mundiais ou olímpicos foram estabelecidos durante esta competição:
| Data         | Evento | Atleta             | Tempo    | Notas                 |
| ------------ | ------ | ------------------ | -------- | --------------------- |
| 5 de outubro | Final  | Hellen Obiri (KEN) | 14:26:72 | Recorde do campeonato |

## Medalhistas
| Ouro               | Prata                            | Bronze                        |
| Hellen Obiri (KEN) | Margaret Chelimo Kipkemboi (KEN) | Konstanze Klosterhalfen (GER) |

## Tempo de qualificação
| Tempo de qualificação |
| --------------------- |
| 15:22.00              |

## Calendário
| Data                 | Horário | Fase          |
| -------------------- | ------- | ------------- |
| 2 de outubro de 2019 | 18:25   | Eliminatórias |
| 5 de outubro de 2019 | 21:25   | Final         |

Todos os horários estão no horário local (UTC+3)

## Resultados

### Eliminatórias
Qualificação: Cinco primeiros de cada bateria (Q) e os cinco melhores tempos (q) das eliminatórias. 
| Pos. | Bateria | Atleta                     | Nacionalidade  | Tempo    | Notas |
| ---- | ------- | -------------------------- | -------------- | -------- | ----- |
| 1    | 1       | Hellen Obiri               | Quênia         | 14:52.13 | Q     |
| 2    | 1       | Karissa Schweizer          | Estados Unidos | 14:52.41 | Q,    |
| 3    | 1       | Hawi Feysa                 | Etiópia        | 14:53.85 | Q     |
| 4    | 1       | Eilish McColgan            | Grã-Bretanha   | 14:55.79 | Q     |
| 5    | 2       | Tsehay Gemechu             | Etiópia        | 15:01.57 | Q     |
| 6    | 2       | Konstanze Klosterhalfen    | Alemanha       | 15:01.57 | Q     |
| 7    | 2       | Margaret Chelimo Kipkemboi | Quênia         | 15:01.58 | Q     |
| 8    | 2       | Lilian Kasait Rengeruk     | Quênia         | 15:02.03 | Q     |
| 9    | 1       | Camille Buscomb            | Nova Zelândia  | 15:02.19 | Q,    |
| 10   | 2       | Laura Weightman            | Grã-Bretanha   | 15:02.24 | Q     |
| 11   | 2       | Fantu Worku                | Etiópia        | 15:02.74 | q     |
| 12   | 1       | Nozomi Tanaka              | Japão          | 15:04.66 | q,    |
| 13   | 1       | Andrea Seccafien           | Canadá         | 15:04.67 | q,    |
| 14   | 1       | Dominique Scott-Efurd      | África do Sul  | 15:05.01 | q     |
| 15   | 1       | Elinor Purrier             | Estados Unidos | 15:08.82 | q     |
| 16   | 2       | Anna Emilie Møller         | Dinamarca      | 15:11.76 |       |
| 17   | 1       | Sarah Chelangat            | Uganda         | 15:19.90 |       |
| 18   | 1       | Hanna Klein                | Alemanha       | 15:28.65 |       |
| 19   | 2       | Rachel Schneider           | Estados Unidos | 15:30.00 |       |
| 20   | 2       | Melissa Duncan             | Austrália      | 15:37.37 |       |
| 21   | 2       | Rachel Cliff               | Canadá         | 15:41.27 |       |
| 22   | 2       | Jessica Judd               | Reino Unido    | 15:51.48 |       |
| 23   | 2       | Valeriya Zhandarova        | Geórgia        | 15:52.11 |       |
| 24   | 2       | Tomoka Kimura              | Japão          | 15:53.08 |       |
| 25   | 1       | Florencia Borelli          | Argentina      | 15:56.49 |       |
| 26   | 1       | Cavaline Nahimana          | Burundi        | 16:25.82 |       |
| 27   | 1       | Karoline Bjerkeli Grøvdal  | Noruega        | DNF      | DNF   |
| 27   | 1       | Maureen Koster             | Países Baixos  | DNF      | DNF   |
| 27   | 2       | Tigist Gashaw              | Bahrein        | DNF      | DNF   |

### Final
A final ocorreu dia 5 de outubro às 21:25. 
| Pos.              | Atleta                     | Nacionalidade  | Tempo    | Notas                 |
| ----------------- | -------------------------- | -------------- | -------- | --------------------- |
| Medalha de ouro   | Hellen Obiri               | Quênia         | 14:26.72 | Recorde do campeonato |
| Medalha de prata  | Margaret Chelimo Kipkemboi | Quênia         | 14:27.49 | Recorde pessoal       |
| Medalha de bronze | Konstanze Klosterhalfen    | Alemanha       | 14:28.43 |                       |
| 4                 | Tsehay Gemechu             | Etiópia        | 14:29.60 | Recorde pessoal       |
| 5                 | Lilian Kasait Rengeruk     | Quênia         | 14:36.05 | Recorde pessoal       |
| 6                 | Fantu Worku                | Etiópia        | 14:40.47 | Recorde pessoal       |
| 7                 | Laura Weightman            | Grã-Bretanha   | 14:44.57 | Recorde pessoal       |
| 8                 | Hawi Feysa                 | Etiópia        | 14:44.92 |                       |
| 9                 | Karissa Schweizer          | Estados Unidos | 14:45.18 | Recorde pessoal       |
| 10                | Eilish McColgan            | Grã-Bretanha   | 14:46.17 | Recorde pessoal       |
| 11                | Elinor Purrier             | Estados Unidos | 14:58.17 | Recorde pessoal       |
| 12                | Camille Buscomb            | Nova Zelândia  | 14:58.59 | Recorde pessoal       |
| 13                | Andrea Seccafien           | Canadá         | 14:59.95 | Recorde pessoal       |
| 14                | Nozomi Tanaka              | Japão          | 15:00.01 | Recorde pessoal       |
| 15                | Dominique Scott-Efurd      | África do Sul  | 15:24.47 |                       |

Legenda
| Recorde mundial       | Recorde mundial (World record)               |                       | Recorde africano                      | Recorde africano (African) |                                           | Q | Classificado por posição (Qualified) |
| Recorde do campeonato | Recorde do campeonato (Championship record)  | Recorde da América    | Recorde da América (Americas)         | q                          | Classificado por melhor tempo (Qualified) |   |                                      |
| Melhor marca do ano   | Melhor marca do ano (World leading)          | Recorde asiático      | Recorde asiático (Asian)              | DNS                        | Não largou (Did not start)                |   |                                      |
| Recorde nacional      | Recorde nacional (National record)           | Recorde europeu       | Recorde europeu (European)            | DNF                        | Não terminou (Did not finish)             |   |                                      |
| Recorde pessoal       | Recorde pessoal do atleta (Personal best)    | Recorde da Oceania    | Recorde da Oceania (Oceania)          | DSQ / DQ                   | Desclassificado (Disqualified)            |   |                                      |
| Recorde da temporada  | Recorde da temporada do atleta (Season best) | Recorde sul-americano | Recorde sul-americano (South America) | NM                         | Sem marca (No mark)                       |   |                                      |